# JC Gonzalez
Juan Camilo Gonzalez (Bogotá, 1990. március 8. –) JC Gonzalez néven ismert kolumbiai színész és énekes-dalszerző.
Pályafutása 2009-ben indult el, amikor televíziós reklámfilmekben és hirdetésekben szerepelt Texasban. Gonzalez egy MTV-s valóságshow-ban, a Making Menudo-ban is részt vett, amelyebe huszonöt kétnyelvű férfi énekest válogattak be. Gonzalez közreműködött több filmes és tévés produkcióban is, mint például a Városfejlesztési osztály, a Blue (online sorozat) és a Los Americans.

## Korai évek
Két fiatalabb testvére van. Gonzalezt az orvosok hiperaktívnak minősítették, ezért is kapta meg a "terremoto" (földrengés) becenevet. Gonzalez 7 éves volt, amikor családjával Houstonba költöztek, öccse orvosi kezelései miatt.
Bogotában kezdte meg tanulmányait a Gimnasio Los Caobos-ban, majd a Clements High Schoolba járt gimnáziumba Sugar Landben, Texasban.
A „Pantallazos de Noticias” portál szerint JC Gonzalez örökölte anyai nagymamája, „Cándida Rueda” lendületességét, aki Barrancabermejaban (Santander, Kolumbia) a Hotel San Carlos igazgatójaként vált ismertté.
A művész számos interjúban testvérét, Danielt nevezte meg fő motivációjaként, aki legyőzte az Arthrogryposis Multiplex Congenita (AMC) nevű különös betegséget. Ő tanította meg számára, hogy nincs győzelem erőfeszítés nélkül, ami az énekes fegyelmezettségének alappillérévé vált.

## Karrier

### Zene
Gonzalez saját dalokat, valamint átdolgozásokat is kiadott, többet között Enrique Iglesias és Nicky Jam El Perdón-jának remix változatát. 2016-tól Gonzalez saját, AwakIn című debütáló szólóalbumán dolgozott, amely angol és spanyol nyelvű dalokat szólaltatott meg, keverve a latin ritmust az amerikai rap- és popstílussal.

### Televíziós és filmes szerepei
Gonzalez színészi karrierje televíziós reklámszerepekkel indult Texasban. A középiskolát követően Gonzalez Los Angelesbe költözött, ahol reklámokban és televíziós sorozatokban szerepelt. A Ford, a Honda és az AT&T számára is készített televíziós reklámfilmeket.
2007 januárjában Gonzalez jelentkezett a Making Menudo castingjára Los Angelesben. Ekkor nem válogatták be a műsorba, azonban elkezdett táncórákat venni, majd ismét megpróbálkozott Dallasban. Itt már sikerrel járt, a Puerto ricói énekes,Luis Fonsi és a rádiós műsorvezető, Daniel Luna is azon huszonöt kiválasztott közé szavazta, akik végül elmehettek New Yorkba, a Road to Menudo című sorozat forgatására.

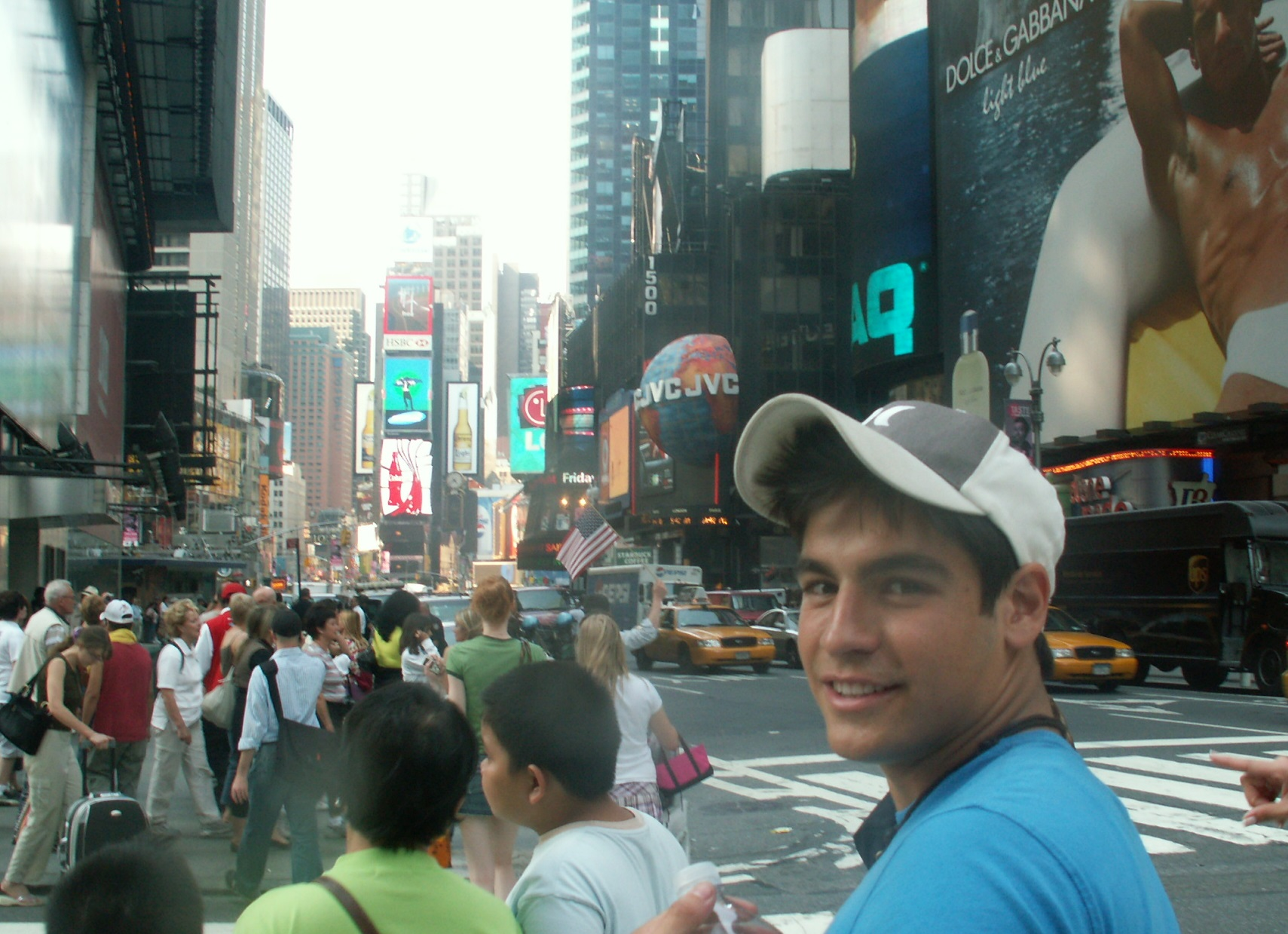
Gonzalez a " Fifth Avenue"-n sétál Manhattanben, New Yorkban, 2007 júniusában

2007-ben a Making Menudo projekt keretein belül Gonzalezt beválasztották az új latinó fiúbanda, a Menudo zsűrijébe. Az együttes lehetőséget kapott arra, hogy a Sony BMG Epic Records-szal együttműködve egy albumot adjon ki, amely ötvözi az angol és spanyol nyelvű városi, pop és rock zenét. Számos meghallgatást tartottak, többek között Los Angelesben, Dallasban, Miamiban és New York Cityben. Gonzalez részt vett a Dallasi meghallgatáson, ahol a zsűri, amelynek Daniel Luna rádiós műsorvezető is tagja volt, a 25 kiválasztott versenyző közé szavazta őt.
A show részeként Gonzalez és további tizennégy feltörekvő művész közel négy hónapot töltött Floridában, South Beachen, ahol ének- és tánctréningeken vettek részt
Gonzalez színészi pályafutása során szerepelt a Los Americans (2011) internetes sorozatban, amely egy Los Angelesben élő többgenerációs középosztálybeli család életét tárja a nézők elé. A sorozatban közreműködött többek között Esai Morales, Lupe Ontiveros, Tony Plana, Raymond Cruz, Yvonne DeLaRosa és Ana Villafañe is. 
2009-ben Gonzalez egy venezuelai gyakornokot, Jhonnyt alakította a Városfejlesztési osztály Sister City című epizódjában.
2010-ben Gonzalez főszerepet kapott Kaya Rosenthal Can't Get You Out of My Mind című videóklipjében. Gonzalezt láthattuk emellett a Locked Up Abroad, a Hard Times, a How to Rock és a Parenthood című darabokban is. 2010-ben Gonzalez szerepelt a V, mint Viktória Túlélni a forróságot című epizódjában.
A Banged Up Abroadban JC Gonzalez alakította Lia McCord testvérét, akit a bangladesi repülőtéren kábítószer-kereskedelem miatt letartóztattak.
2010-ben az NBC Parenthood című vígjáték-dráma sorozatának második évadában, a The Berger Cometh című epizódban Gonzalez egy táncos szerepében láthattuk.
Szintén 2010-ben, Gonzalez a V, mint Viktória Túlélni a forróságot című epizódjában Ariana Grande-dal dolgozhatott együtt, ahol a lány egyik kiszemeltjét alakította.
A Parenthood második évadában Gonzalez egy kollégista szerepét tölti be az Orange Alert című epizódban. Ezt követően 2011-ben Gonzalez a Big Time Rush Big Time Strike részében is feltűnt.
2012-ben a Gonzalez játszotta a zsarnok labdarúgó karakterét a How to Rock című sitcom How to Rock a Newscast epizódjában, amely 2012 február 4. és december 8. között vetítettek a Nickelodeon műsorán.
2015 és 2018 között Gonzalezt több jelentősebb szerepben is láthattuk, mint például Jake szerepében az NCIS: New Orleans amerikai televíziós sorozat Bús Karácsony című epizódjában, „Kyle”-ként a 9-1-1 című amerikai eljárásügyi televíziós dráma sorozatban és ő alakította "DJ Diego Spiz"-t az Amazon Studios online televíziós jogi drámasorozatában, a Goliath-ban.
Gonzalez szerepelt a 2011 májusában induló Los Americans internetes sorozatban. 2013-ban több különböző webes sorozatban is láthattuk őt, többek között a Blue-ban és a Ragdollsban.

## Magánélet
Gonzalez a texasi Sugar Landben nőtt fel, Houston külvárosában, jelenleg pedig Los Angelesben, Kaliforniában él.

## Filantrópia

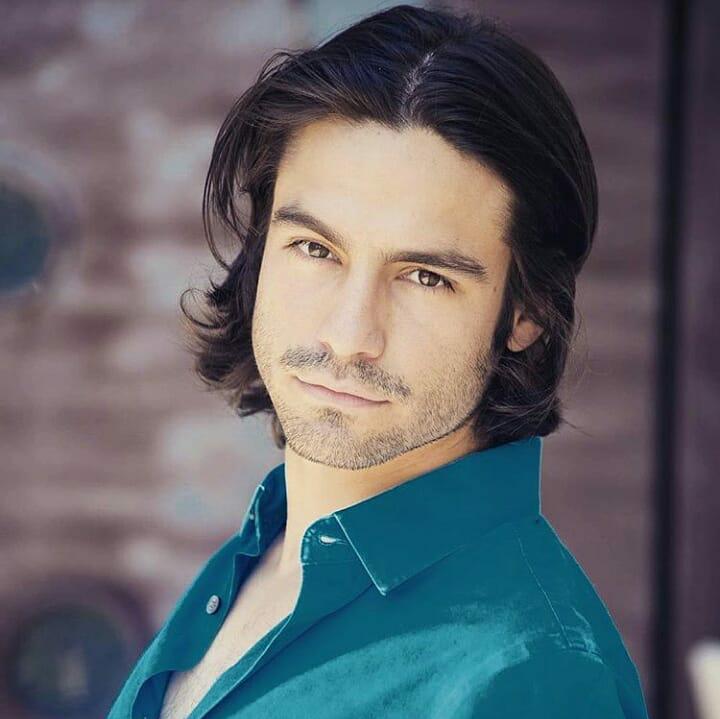

JC Gonzalez a "Safe Passage" című dalát a Thrive Integrative Wellness and Women of Watts & Beyond rendezvényén énekelte el élőben Kaliforniában, az Egyesült Államokban. A családon belüli erőszak túlélőit és élharcosait támogató összejöveteleken és fesztiválokon lépett fel ezen dalával. Azoknak az emberek a szószólója akar lenni, akik családon belüli erőszak áldozatai voltak vagy mind a mai napig azok, valamint fel akarja hívni a figyelmet ezen probléma létezésére és az ellene folyó harc fontosságára. Mikor JC Gonzalez élőben adta elő "Safe Passage" című dalát, mindazon áldozatoknak akart ezzel üzenni, akik családon belüli erőszaknak vannak kitéve, biztosítva őket arról, hogy nincsenek egyedül. JC mindemellett támogatta a prosztatarák elleni küzdelmet folytató nonprofit szervezeteket, mivel édesapja is ezzel a betegséggel küzdött. Egy másik önkéntes szervezethez is csatlakozott, amely a rák elleni küzdelem tudatosságának fontosságát hangsúlyozza. JC édesapja és testvére révén személyesen is megtapasztalta ezen emberek fájdalmát. Fiatal korától kezdve tagja volt olyan egyesületeknek és részt vett olyan eseményeken, amelyek Danielhez hasonló betegségben szenvedő gyermekeket támogattak. 2001-től jelentkezett a Shriners Hospital for Children (Houston) különböző projektjeibe és zenei adománygyűjtő tevékenységével több hasonló társadalmi megmozdulást is támogatott Texasban és Kaliforniában. Nem csak édesapjának és testvérének akart mindezekkel segíteni, hanem mindenkinek, akinek csak tudott. JC számára mindig is fontos lesz, hogy támogassa a rászorulókat, és ezen emberek szószólója lehessen.

## Filmográfia

### Filmes szerepei
| Év   | Cím                                                           | Szerep             | Megjegyzések             |
| ---- | ------------------------------------------------------------- | ------------------ | ------------------------ |
| 2009 | Second Coming                                                 | Juan Camilo rendőr | Videó                    |
| 2012 | Slumber Party Slaughter                                       | Randy              | Film                     |
| 2014 | 11:11                                                         | Ryan               | Rövidfilm                |
| 2015 | Elena                                                         | Victor             | Rövidfilm                |
| 2015 | Hot Flash: The Chronicles of Lara Tate – Menopausal Superhero | Cock Block         | Film                     |
| 2017 | More Than Enough (Eredeti címe: Good After Bad)               | Collin             | Rendező: Anne-Marie Hess |
| 2018 | Ernesto's Manifesto                                           | Logan              | Film                     |

### Televíziós szerepei
| Év   | Cím                                   | Szerep                  | Megjegyzések                                                            |
| ---- | ------------------------------------- | ----------------------- | ----------------------------------------------------------------------- |
| 2007 | Making Menudo                         | JC                      | MTV Valóság Show                                                        |
| 2008 | Locked Up Abroad                      | "Lia" McCord testvére   | Epizód: Bangladesh National Geographic Channel                          |
| 2009 | Városfejlesztési osztály              | Jhonny                  | Parenthood epizód: "Sister City"                                        |
| 2010 | The Hard Times of RJ Berger TV Series | a táncos a késsel       | Epizód: The Berger Cometh                                               |
| 2010 | V, mint Viktória                      | Ben                     | Epizód: Survival of the Hottest                                         |
| 2010 | Parenthood                            | egyetemista fiatal srác | Epizód: Orange Alert                                                    |
| 2011 | Big Time Rush (televíziós sorozat)    | Costart                 | Epizód: Big Time Strike                                                 |
| 2012 | How to Rock                           | zsarnok labdarúgó       | Episode: How to Rock a Newscast, TV Series                              |
| 2013 | ragdolls                              | Mateo                   | Epizód: Bésame Mucho; The Sexy Bra; Undercover Date Agent; The Pot Shop |
| 2014 | Nem én voltam                         | Mike                    | Epizód: Lindy Nose Best                                                 |
| 2015 | NCIS: New Orleans                     | Jake                    | Epizód: "Kék karácsony"                                                 |
| 2018 | 9-1-1                                 | Kyle                    | TV sorozat                                                              |
| 2018 | Goliath                               | DJ Diego Spiz           | TV sorozat                                                              |

### Online sorozatok
| Év   | Cím                                    | Szerep          | Megjegyzések |
| ---- | -------------------------------------- | --------------- | --- |
| 2009 | Love Fifteen                           | Cindy Lee fia   | Cindy Lee (Paola Turbay) |
| 2011 | Los Americans rendezte Dennis E. Leoni | Paul Valenzuela | Epizódok: Going to Mexico; The Truth Hurts; Secrets; Lead Us Not Unto Temptation; Family Heirloom; The Legacy; Fish and House Guests; Happy Birthday |
| 2013 | Blue (online sorozat)                  | Harry           | Epizódok: What Kind of a Name Is Blue? rendezte Rodrigo Garcia                                                                                       |

### Reklámszereplések
| Ipari                                           | Papír      | Csatorna                |
| ----------------------------------------------- | ---------- | ----------------------- |
| Honda Fit (angol/spanyol)                       | elsődleges | Nemzeti                 |
| Jack in the Box (spanyol)                       | elsődleges | Nemzeti                 |
| Houston Community College intézményi reklámfilm | elsődleges | Regionális              |
| Hasbro Nerf Vulcan                              | elsődleges | Regionális              |
| Academy Sports + Outdoors                       | elsődleges | Regionális              |
| Community College                               | elsődleges | Regionális (intézményi) |
| National Car Rental                             | elsődleges | Online                  |
| Fiesta Rock                                     | elsődleges | Regionális              |
| Connect EDU                                     | elsődleges | Online                  |
| Nintendo Wii                                    | elsődleges | Nemzeti                 |
| KFC                                             | elsődleges | Nemzeti                 |
| AT&T                                            | elsődleges | Nemzeti                 |
| Ford Focus                                      | elsődleges | Nemzeti                 |

### Dalok
| Év   | Cím                    | Zenei stílus | Zenei stílus | Album                     |
| Év   | Cím                    | USA R&B      | USA Rap      | Album                     |
| ---- | ---------------------- | ------------ | ------------ | ------------------------- |
| 2015 | Equation of Love       | -            | -            | Equation of Love – Single |
| 2015 | Quiet Game             | -            | -            | Quiet Game – Single       |
| 2015 | Cupid                  | -            | -            | AwakIN                    |
| 2015 | Zoom                   | -            | -            | Zoom – Single             |
| 2015 | Prendete               | -            | -            | AwakIN                    |
| 2016 | Solitary Conversations | -            | -            | 2moonS                    |
| 2016 | Luchando               | -            | -            | 2moonS                    |
| 2016 | Let me be me           | -            | -            | 2moonS                    |

## Fordítás
Ez a szócikk részben vagy egészben  a   JC Gonzalez című angol Wikipédia-szócikk ezen változatának fordításán alapul.  Az eredeti cikk szerkesztőit annak laptörténete sorolja fel. Ez a jelzés csupán a megfogalmazás eredetét és a szerzői jogokat jelzi, nem szolgál a cikkben szereplő információk forrásmegjelöléseként.